# فولفغانغ كايزر (كيميائي)
فولفغانغ كايزر (بالألمانية: Wolfgang Kaiser)‏ هو كيميائي ألماني، ولد في 16 فبراير 1924 في لايبزيغ في ألمانيا، وتوفي في 6 سبتمبر 1952 في درسدن في ألمانيا بسبب مقصلة.